# Usufructo
El usufructo (del latín: usus fructus, «uso del fruto») es un derecho real de goce o disfrute de una cosa ajena. El Código Civil de España define este derecho en su artículo 467 como "el derecho a disfrutar los bienes ajenos con la obligación de conservar su forma y sustancia, a no ser que el título de su constitución o la ley autoricen otra cosa" . Por consiguiente, la persona titular del usufructo es mero tenedor respecto de la cosa pero no su dueño ni poseedor. Tiene la mera tenencia sobre la cosa, pero no la propiedad. Puede utilizarla y disfrutarla, es decir, obtener sus frutos o rendimientos, sean en especie o dinerarios, pero no puede disponer libremente de ella por no ostentar el derecho de propiedad sobre aquella. Es la razón de que no pueda enajenarla ni disminuir su valor sin el consentimiento del titular de la propiedad.
En Chile, para entender el concepto de usufructo debemos acudir a la definición entregada por el artículo 764 del Código Civil chileno, “El derecho de usufructo es un derecho real que consiste en la facultad de gozar de una cosa con cargo de conservar su forma y substancia, y de restituirla a su dueño, si la cosa no es fungible; o con cargo de volver igual cantidad y calidad del mismo género, o de pagar su valor, si la cosa es fungible”. De este artículo podemos extraer la idea de que el usufructo es un derecho real que viene a limitar o debilitar las facultades propias del derecho real de dominio. Es así como el legislador denomina a la propiedad fiduciaria, usufructo, uso o habitación y servidumbres como Derechos Reales Limitados, según se desprende del artículo 732. Desde ya descartamos el error común de identificar al usufructo como un tipo de contrato, pues no puede llegar a ser categorizado de tal forma siguiendo la enumeración de los derechos reales consagrada en el inciso segundo del artículo 577 del Código Civil.

## Origen del usufructo
Su origen se remonta al derecho romano. Surge debido a los problemas ocasionados por el aumento del número de las manus. Las manus son elementos legislativos por el cual las mujeres pasaban a formar parte de las familias del marido, perdiendo los derechos sobre su familia de origen. De esta forma, para contrarrestar de alguna manera la elevada cantidad de este tipo de situaciones, se crea el usufructo, protegiendo así a las mujeres sin quitar los derechos de herencia de los hijos varones. Con esta nueva forma jurídica aparece el concepto de desnuda o nuda propiedad, que se refiere a la posición jurídica de la persona que tiene la propiedad de un bien usufructuado.

## Tailandia
El concepto de usufructo también existe en Tailandia y está reconocido por el Código Civil y Comercial tailandés. El usufructo permite a una persona utilizar y disfrutar de una propiedad ajena, como una casa o un terreno, sin ser el propietario. Este derecho puede establecerse por un período determinado o de por vida, y es especialmente útil para extranjeros casados con ciudadanos tailandeses, ya que no pueden ser propietarios de terrenos. A través de un contrato de usufructo registrado, el usufructuario puede vivir en la propiedad, alquilarla o beneficiarse de ella legalmente, siempre respetando las condiciones acordadas y sin alterar la esencia del bien.

## Valoración del usufructo vitalicio
El valor del usufructo vitalicio utiliza la siguiente regla
Usufructo = 89 – edad del usufructuario
teniendo, en todo caso, un valor mínimo del 10% del valor total del bien y un valor máximo del 70%.